# Рункевич Степан Григорович
Рункевич Степан (11 січня 1867 — 1924) — історик церкви, письменник.

## Біографія
Народився у родині протоєрея Мінської єпархії. Закінчив курс Санкт-Петербурзької духовної академвії 1891 році. За студентства брав участь у діяльності «студентів-проповідників» і вів народні релігійно-моральні читання в церквах, громадських і приватних залах і нічліжних будинках. Перебував на службі канцелярії обер-прокурора Синоду. Приват-доцент Петербурзького університету, член навчального комітету при Святійшому Синоді.

## Праці
- «История минской архиепископии (1793 — 1832)» (1893)
- «История русской церкви под управлением св. Синода», т. І (1900)
- «Описание документов архива западно-русских униатских митрополитов» (2 тт., 1897—1907)
- «Приходская благотворительность в СПб.» (СПб., 1900);
- «Русская церковь в XIX веке. Исторические наброски с иллюстрациями» (СПб., 1901).
- «О добродетелях и подвигах по творениям святого Василия Великого» (1906);
- «Архиереи петровской эпохи в их переписке с Петром Великим» (1906);
- «Александро-Невская лавра (1713–1913)» (1913);[2]
- «Великая отечественная война и церковная жизнь. Кн. 1: Распоряжения и действия Святейшего Синода в 1914–1915 гг.» (1916)